# François Havy
François Havy (1709 - 12 décembre 1766) fut un marchand qui opérait à Québec. Havy gérait l'entreprise Dugard et Cie de Québec. Alors que les activités de Québec de cette société étaient modestes lorsque Havy a créé le bureau en 1732, en 1741, il réussit à manipuler un cinquième du commerce en provenance de la colonie. Il a aussi supervisé la construction de six navires de la compagnie.
Ils importaient de France, de la quincaillerie, du textile,des eaux de vie et du vin. En retour ils exportaient des produits agricoles alimentaires vers les Antilles françaises.
Son assistant était son cousin Jean Lefebvre, avec qui il s'associa pour poursuivre d'autres opportunités d'affaires tout en conservant leurs positions à Dugard et Cie. Graduellement, Dugard et Cie ont perdu leurs navires aux corsaires ou aux tempêtes et la firme se retira du Canada. L'entreprise de Lefebvre et de Havy augmenta régulièrement son chiffre d'affaires, comme ils géraient personnellement des cargaisons et, éventuellement, ils sont venus à posséder un petit navire qui leur est propre, le Parfaite Union.
Ils ont connu un revers quand ils ont investi dans une station de phoque au Labrador avec Louis Bazil et Louis Fornel. Ils ont conservé leur droit dans la station jusqu'à la capture en 1745 de la forteresse de Louisbourg par les anglo-américains qui les ont coupé d'elle. Ils ont perdu environ un tiers de leur investissement initial de 100 000 livres.
En 1756, en partie par le désir de se marier (comme il était un Huguenot, il ne pouvait donc pas le faire à Québec) et en partie motivée par la menace de la guerre de Sept Ans, Havy revient en France pour superviser le transfert de tout autant que possible de l'entreprise. Lorsque les Britanniques capturèrent Québec en 1759, une grande partie de son actifs et ceux de Lefebvre en Nouvelle-France – en prêts hypothécaires et papier-monnaie canadien lettres de change – ont été déclarés sans valeur par le nouveau gouvernement. Toutefois, ils sont joints avec un autre cousin, François Lévesque, comme partenaire pour conclure ce qui restait de l'entreprise, et Levesque continuait comme marchand au Canada britannique pendant un certain temps.